# Palacio de Artaza
El palacio de Artaza es un palacio situado en el barrio de Artaza de Lejona, España. Fue proyectado en 1914 por el arquitecto español Manuel María Smith para el industrial Víctor Chávarri y Anduiza. El edificio está diseñado en el estilo Reina Ana y es considerado por muchos expertos como uno de los mejores edificios de Smith.

## Construcción y uso

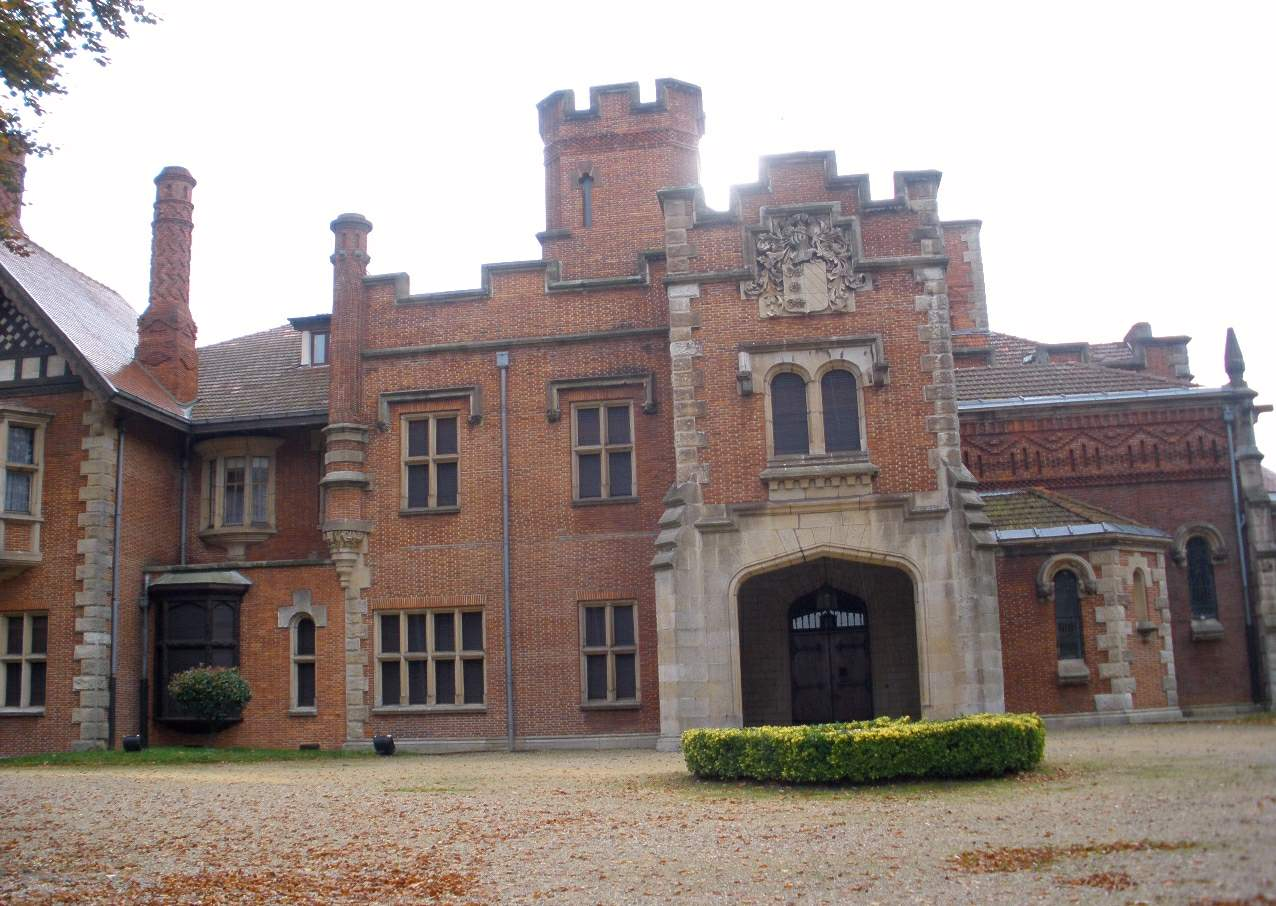
Fachada frontal.

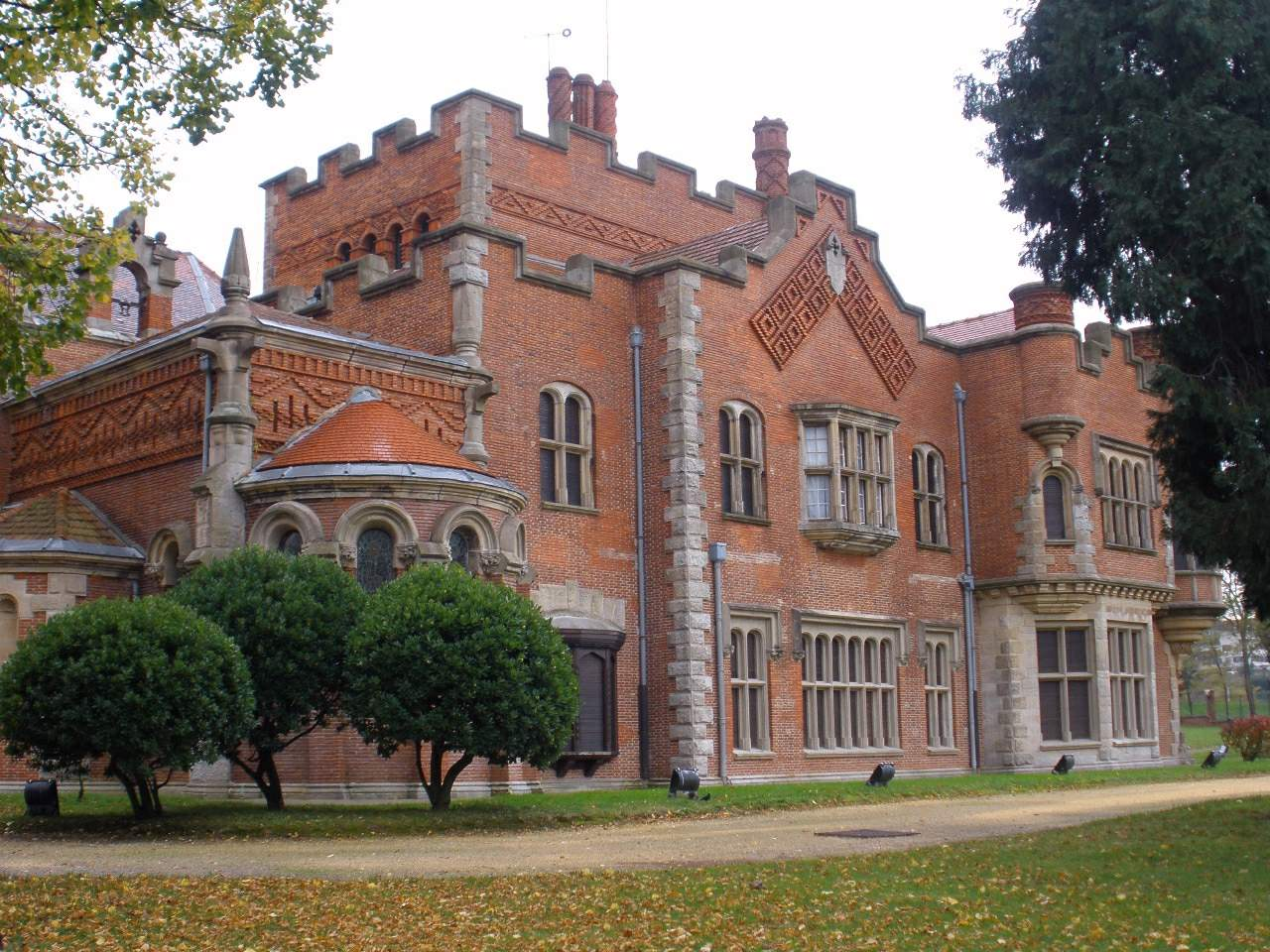
Fachada lateral.

Los terrenos fueron subastados por el Estado en 1894 y adquiridos por la familia del industrial Víctor Chávarri Anduiza, Marqués de Triano. Fue su esposa, María Josefa Poveda y Echagüe, quien eligió este emplazamiento privilegiado para edificar la que sería su residencia.
El palacio comenzó a construirse en el año 1914, según el proyecto que el arquitecto Manuel María Smith, inaugurándose oficialmente en 1918, año en el que la visitó el rey Alfonso XIII. Durante la Guerra Civil, el Palacio de Artaza fue utilizado como cuartel por algunos batallones de gudaris.
Posteriormente, Artaza continuó siendo residencia permanente de los Chávarri y lugar de veraneo de los descendientes hasta 1979.Durante muchos años, recibió visitas de las personalidades  más importantes de la sociedad y la política de la época, que dejaron estampadas sus firmas en el libro del palacio. En 1989 el Gobierno Vasco compró el edificio para uso por la Lehendakaritza y hoy en día los jardines de los alrededores del palacio son públicos.

## Características y ubicación
Resultado del florecimiento económico y consecuente renacimiento artístico que tuvo lugar a mediados de la década de 1910 hasta los años 30, y que se plasmó en un gran número de proyectos residenciales en la vecina Getxo, el palacio de Artaza es, sin duda, la mejor y más emblemática obra de Smith, una genuina interpretación local del estilo inglés Reina Ana.

El edificio está dividido en varios tramos, la zona principal, el área de sirvientes, la zona de invitados, la zona para niños y la capilla. Alrededor del palacio principal se levantaron otras estructuras, donde estaban las pistas de tenis y el campo de croquet.[cita requerida]

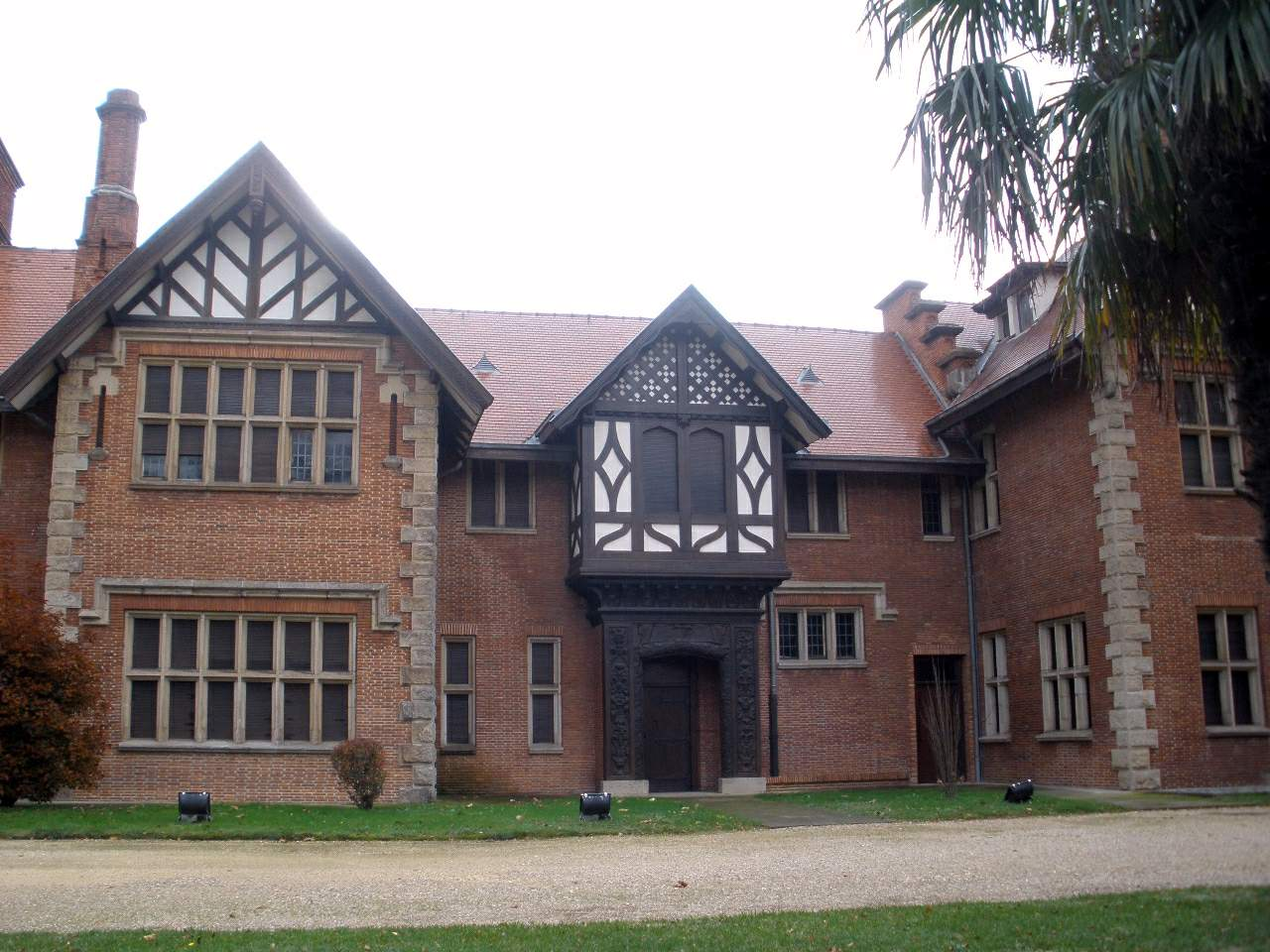
Detalle de la fachada que muestra el estilo inglés.

El edificio se ubica en un amplio solar irregular de casi 300.000 m2, topográficamente accidentado, localizado en el Arenal de Artaza, que es el que da nombre al edificio.

## Localización de producciones audiovisuales
El palacio ha servido de escenario en rodajes de diferentes series de televisión: 30 monedas, de Álex de la Iglesia; Intimidad, de Laura Sarmiento y Verónica Fernández, o Cicatriz, de Miguel Ángel Vivas.